# Dominique Walter
No debe confundirse con Dominique Walter, cantante y humorista francés nacido en 1956.
Dominique Gruère (nacido el 22 de mayo de 1942 en París), que usó el nombre artístico de Dominique Walter durante su carrera como cantante, en la que llegó a representar a Francia en el Festival de la Canción de Eurovisión 1966.

## Biografía
Hijo de la cantante francesa Michèle Arnaud. En 1966 participó, como también lo había hecho su madre diez años antes, en el Festival de Eurovisión, representando a Francia con el tema Chez nous, con letra de Jacques Plante y música de Claude Carrère. Terminó allí en 16.ª posición de un total de 18 países y con un solo punto otorgado por el jurado de Mónaco. 
Serge Gainsbourg escribió siete canciones para él a partir de 1966, y algunas de ellas, fueron mal recibidas e incomprendidas por el público, entonces ganándose fama de antipático y misógino; todo ello erosionó su carrera de cantante por lo que dirigió su carrera laboral al mundo de la industria petrolera.
En 1967 firmó un contrato con el productor y cantante Claude François.
Heredó el título de conde de Gruère y reside en Pollensa, Mallorca. Es padre de la actriz Clémence Arnaud.

## Discografía
A lo largo de su carrera, que se extendió desde 1965 a 1971, publicó 14 trabajos discográficos, con la compañía francesa Disc'AZ:
- S’en vient le temps (1965, Disc'AZ)
- Pourquoi ne viens-tu pas? (1965, Disc'AZ)
- Qui lira ces mots (1966, Disc'AZ)
- Chez nous (1966, Disc'AZ / Vogue)
- Mrs. Applebee (1967, Disc'AZ)
- Les petits boudins (1967, Disc'AZ)
- Johnsyne et Kossigone (1967, Disc'AZ / Disques Flèche)
- Les années 70 (1968, Disc'AZ / Disques Flèche / Discodis)
- Plus dur sera le chut (1968, Disc'AZ / Série Gémeaux)
- Barbara-La liberté (1969, Disc'AZ)
- Petites annonces (1969, Disc'AZ)
- La complainte du partisan (1969, Disc'AZ / Discodis)
- La vie est une belle tartine (1969, Disc'AZ / Série Gémeaux)
- Tu seras un homme mon fils (1971, Disc'AZ)